# CAF Oaris
A  CAF Oaris egy spanyol nagysebességű villamos motorvonat család, melyet a CAF gyárt. A motorvonat 4-6-8 részes lehet, 1435 mm-es, 1520 mm-es vagy 1668 mm-es nyomtávolsággal. Képes üzemelni Európa mind a négy fő áramrendszere (25 kV 50 Hz AC, 15 kV, 16,7 Hz AC, 3000 V DC, 1500 V DC) alatt. Maximális sebessége 350 km/h, menetrend szerinti sebessége 320 km/h. Rendelhető egyedi ajtókiosztással, üléselrendezéssel és bármilyen vonatbefolyásoló rendszerrel.
A motorvonat 660 kW-os vontatómotorokat használ, maximális teljesítménye 5 280 kW a négyrészes változatban, 7 920 kW a hatrészes változatban és 10 560 kW a nyolcrészes változatban.
A villamos motorvonat prototípusa 2012-ben megkezdte dinamikus vonali próbáit a Madrid–Sevilla nagysebességű vasútvonalon. A négykocsis vonat tavaly augusztusban gördült ki a CAF Beasain gyártelepéről, onnan Toledóba vitték az állópróbák lebonyolítása céljából. A CAF az Oaris vonatot, a RENFE-nek szállította le, miután lehetővé vált, hogy a korábban megrendelt RENFE 120 sorozatú villamos motorvonat helyett az első Oaris vonatot szállítsa le.
Ahhoz, hogy az Oaris vonat a 320 km/h sebességű közlekedésre megkapja az üzemengedélyt, a vonatnak a próbákon több mint 352 km/h sebességgel kell próbafutásokat teljesítenie.